# Station Venerque - Le Vernet
Station Venerque - Le Vernet is een spoorwegstation in de Franse gemeente Vernet.